# گربه بد
گربه بد (ترکی استانبولی: Kötü Kedi Şerafetin و انگلیسی: Bad Cat) یک فیلم پویانمایی رایانه‌ای کمدی محصول سال ۲۰۱۶ میلادی و تولید کمپانی Anima Istanbul است.

پویانمایی در ۵ فوریه ۲۰۱۶، در ترکیه به اکران عمومی درآمد.

در ۲۴ خرداد ۱۳۹۵ در جشنواره بین‌المللی فیلم‌های انیمه انسی به نمایش می آید.

داستان فیلم در مورد در گربه بد به نام شراف الدین و در ترکیه روایت می‌شود.

## صداپیشگان
علی باقرلی، مهراد میر اکبری، مرضیه ابراهیمی، محسن سرشار، رکسانا گل زاده، محمد مهدی رستمی، فرید کرمی - مدیر دوبله: اشکان صادقی - مترجم: فرهاد بیگدلو - باند و میکس: سهیل کرامت.